# All England 1995
Die All England 1995 im Badminton fanden vom 14. bis 18. März in Birmingham statt. Sie waren die 85. Auflage dieser Veranstaltung. Das Preisgeld betrug 125.000 US-Dollar und die Veranstaltung hatte damit 5 Sterne in der Grand-Prix-Wertung.

## Austragungsort
- National Indoor Arena

## Sieger und Platzierte
| Disziplin    | Gold                        | Silber                                  | Bronze                         |
| ------------ | --------------------------- | --------------------------------------- | ------------------------------ |
| Herreneinzel | Poul-Erik Høyer Larsen      | Heryanto Arbi                           | Lo Ah Heng                     |
| Herreneinzel | Poul-Erik Høyer Larsen      | Heryanto Arbi                           | Hermawan Susanto               |
| Dameneinzel  | Lim Xiaoqing                | Camilla Martin                          | Susi Susanti                   |
| Dameneinzel  | Lim Xiaoqing                | Camilla Martin                          | Mia Audina                     |
| Herrendoppel | Ricky Subagja Rexy Mainaky  | Denny Kantono S. Antonius Budi Ariantho | Cheah Soon Kit Yap Kim Hock    |
| Herrendoppel | Ricky Subagja Rexy Mainaky  | Denny Kantono S. Antonius Budi Ariantho | Rudy Gunawan Bambang Suprianto |
| Damendoppel  | Gil Young-ah Jang Hye-ock   | Eliza Nathanael Zelin Resiana           | Helene Kirkegaard Rikke Olsen  |
| Damendoppel  | Gil Young-ah Jang Hye-ock   | Eliza Nathanael Zelin Resiana           | Julie Bradbury Joanne Goode    |
| Mixed        | Thomas Lund Marlene Thomsen | Jon Holst-Christensen Rikke Olsen       | Simon Archer Julie Bradbury    |
| Mixed        | Thomas Lund Marlene Thomsen | Jon Holst-Christensen Rikke Olsen       | Tri Kusharyanto Minarti Timur  |

## Finalresultate
| Disziplin    | Sieger                      | Finalist                                | Ergebnis           |
| ------------ | --------------------------- | --------------------------------------- | ------------------ |
| Herreneinzel | Poul-Erik Høyer Larsen      | Heryanto Arbi                           | 17–16, 15–6        |
| Dameneinzel  | Lim Xiaoqing                | Camilla Martin                          | 11–9, 10–12, 11–3  |
| Herrendoppel | Ricky Subagja Rexy Mainaky  | Denny Kantono S. Antonius Budi Ariantho | 15–12, 15–18, 15–8 |
| Damendoppel  | Gil Young-ah Jang Hye-ock   | Eliza Nathanael Zelin Resiana           | 15–6, 15–3         |
| Mixed        | Thomas Lund Marlene Thomsen | Jon Holst-Christensen Rikke Olsen       | 15–7, 15–7         |

## Herreneinzel

### Qualifikation 1. Runde
- Morten Møller –  John Austin: 15-3 / 15-6
- Jim van Bouwel –  Vincent Laigle: 15-3 / 15-1
- Thomas Hovgaard –  Joost Kool: 15-1 / 15-4
- Lo Ah Heng –  Sergey Melnikov: 13-18 / 15-1 / 15-6
- Keita Masuda –  Michael Mee Yinn Nyau: 15-3 / 15-5
- Vladislav Tikhomirov –  Christian Hinteregger: 15-6 / 15-1
- Koo Yong Chut –  Kenton Jones: 15-9 / 15-3
- Lars Rasmussen –  Chamberlein Eke: 15-3 / 15-12
- Tjitte Weistra –  Steve Bish: 17-18 / 15-10 / 15-5
- Peter Janum –  Carlos Ricardo: 15-7 / 15-3
- Jens Meibom –  Volker Renzelmann: 15-6 / 15-2
- Allan Cottell –  Gianmarco La Rosa: 15-13 / 7-15 / 15-7
- John Leung –  Manfred Tripp: 15-4 / 17-14 / 5-15
- Craig Robertson –  Kuan Yang Adrian Tay: 15-11 / 12-15 / 17-16
- Martin Kjøbsted –  Carl Fenton: 11-15 / 15-6 / 18-14
- Awang Amran Kambar –  Ben Williams: 15-13 / 15-17 / 18-14
- Richard Pillinger –  Hiroyuki Yamaguchi: 18-14 / 15-6
- John Laursen –  Brent Olynyk: 15-5 / 15-6
- Paul Hinder –  Geraint Lewis: 15-8 / 15-1
- Thomas Søgaard –  Fernando Silva: 15-17 / 15-10 / 18-15
- Richard Doling –  Jonas Lissau-Jensen: 15-4 / 15-10
- Peter Kreulitsch –  Hiroki Mukai: 15-11 / 15-5
- Ib Frederiksen –  Etienne Thobois: 15-3 / 15-4
- Rodger Mistri –  Maung Naing Myint: 15-3 / 15-2
- Ricardo Fernandes –  Filip Vigneron: 15-10 / 15-3
- Jürgen Koch –  Steve Isaac: 15-3 / 15-12

### Qualifikation 2. Runde
- Jim van Bouwel –  Morten Møller: 15-5 / 15-5
- Lo Ah Heng –  Thomas Hovgaard: 15-4 / 15-5
- Keita Masuda –  Graham Hurrell: 15-2 / 15-9
- Vladislav Tikhomirov –  Koo Yong Chut: 15-11 / 15-13
- Tomokazu Umaki –  Lars Rasmussen: 12-6 / 1-0
- Peter Janum –  Tjitte Weistra: 15-8 / 15-7
- Jens Meibom –  Allan Cottell: 15-6 / 15-3
- John Leung –  Craig Robertson: 15-2 / 15-3
- Tadashi Ohtsuka –  Martin Kjøbsted: 9-15 / 15-10 / 15-4
- John Laursen –  Richard Pillinger: 15-4 / 15-5
- Thomas Søgaard –  Paul Hinder: 15-5 / 15-11
- Neil Waterman –  Enrico La Rosa: 15-7 / 15-12
- Peter Kreulitsch –  Richard Doling: 15-8 / 15-11
- Ib Frederiksen –  Rodger Mistri: 15-2 / 15-6
- Jürgen Koch –  Ricardo Fernandes: 15-4 / 15-10

### 1. Runde
- Heryanto Arbi –  Ib Frederiksen: 15-3 / 15-7
- Thomas Wapp –  Anthony Bush: 12-15 / 15-6 / 15-8
- Lee Kwang-jin –  Foo Kok Keong: 18-15 / 15-3
- Peter Rasmussen –  Henrik Bengtsson: 15-12 / 15-4
- Anders Nielsen –  Dong Jiong: 15-10 / 15-8
- Jeroen van Dijk –  Thomas Søgaard: 12-15 / 15-1 / 15-10
- Marleve Mainaky –  Peter Kreulitsch: 15-7 / 15-9
- Søren B. Nielsen –  Muralidesan Krishnamurthy: 15-11 / 15-9
- Joko Suprianto –  Peter Espersen: 17-14 / 15-7
- Park Sung-woo –  Fumihiko Machida: 4-15 / 15-6 / 15-4
- Rashid Sidek –  Peter Bush: 15-7 / 15-6
- Andrei Antropow –  Ge Cheng: 15-11 / 5-15 / 15-11
- Lo Ah Heng –  Tomokazu Umaki: 15-4 / 15-2
- Peter Janum –  Detlef Poste: 15-11 / 10-15 / 15-9
- Thomas Johansson –  Claus Simonsen: 11-15 / 17-15 / 15-5
- Yong Hock Kin –  Tadashi Ohtsuka: 15-10 / 15-7
- Bruce Flockhart –  Pang Chen: 18-14 / 17-16
- Hendrawan –  Takaaki Hayashi: 15-5 / 15-9
- Joris van Soerland –  Peter Knowles: 15-8 / 15-7
- Poul-Erik Høyer Larsen –  Chen Gang: 15-9 / 18-14
- Imay Hendra –  Steffan Pandya: 15-12 / 15-11
- Fung Permadi –  Rikard Magnusson: 15-11 / 18-17
- Ahn Jae-chang –  Pontus Jäntti: 15-11 / 4-15 / 15-3
- Roslin Hashim –  Colin Haughton: 15-11 / 15-12
- Kantharoopan Ponniah –  Martin Lundgaard Hansen: 15-9 / 15-10
- Hu Zhilang –  Jens Meibom: 10-15 / 15-2 / 15-8
- Jens Olsson –  Vladislav Tikhomirov: 15-10 / 15-5
- Hermawan Susanto –  Robert Nock: 15-9 / 15-6
- Pedro Vanneste –  Shinji Bito: 15-7 / 15-12
- Henrik Sørensen –  Kim Hak-kyun: 15-11 / 17-15
- Darren Hall –  Jesper Olsson: 15-7 / 15-2
- Ardy Wiranata –  Ong Ewe Hock: 15-0 / 17-14

### Sektion 1
|  | 2. Runde | 2. Runde               | 2. Runde | 2. Runde | 2. Runde |  |  | Achtelfinale | Achtelfinale           | Achtelfinale | Achtelfinale | Achtelfinale |  |  | Viertelfinale          | Viertelfinale | Viertelfinale | Viertelfinale | Viertelfinale |  |  | Halbfinale | Halbfinale | Halbfinale | Halbfinale | Halbfinale |
|  |          |                        |          |          |          |  |  |              |                        |              |              |              |  |  |                        |               |               |               |               |  |  |            |            |            |            |            |
|  |          | Poul-Erik Høyer Larsen | 15       | 15       |          |  |  |              |                        |              |              |              |  |  |                        |               |               |               |               |  |  |            |            |            |            |            |
|  |          | Joris van Soerland     | 11       | 13       |          |  |  |              | Poul-Erik Høyer Larsen | 15           | 15           |              |  |  |                        |               |               |               |               |  |  |            |            |            |            |            |
|  |          | Hendrawan              | 15       | 15       |          |  |  |              | Hendrawan              | 8            | 9            |              |  |  |                        |               |               |               |               |  |  |            |            |            |            |            |
|  |          | Bruce Flockhart        | 10       | 2        |          |  |  |              |                        |              |              |              |  |  | Poul-Erik Høyer Larsen | 9             | 15            | 15            |               |  |  |            |            |            |            |            |
|  |          | Ahn Jae-chang          | 11       | 15       | 15       |  |  |              |                        |              |              |              |  |  | Ahn Jae-chang          | 15            | 7             | 12            |               |  |  |            |            |            |            |            |
|  |          | Muhammad Roslin Hashim | 15       | 4        | 13       |  |  |              | Ahn Jae-chang          | 11           | 15           | 15           |  |  |                        |               |               |               |               |  |  |            |            |            |            |            |
|  |          | Fung Permadi           | 16       | 15       | 15       |  |  |              | Fung Permadi           | 15           | 5            | 9            |  |  |                        |               |               |               |               |  |  |            |            |            |            |            |
|  |          | Imay Hendra            | 18       | 7        | 10       |  |  |              |                        |              |              |              |  |  | Poul-Erik Høyer Larsen | 15            | 12            | 18            |               |  |  |            |            |            |            |            |
|  |          | Hermawan Susanto       | 15       | 15       |          |  |  |              |                        |              |              |              |  |  | Hermawan Susanto       | 5             | 15            | 16            |               |  |  |            |            |            |            |            |
|  |          | Jens Olsson            | 7        | 2        |          |  |  |              | Hermawan Susanto       | 15           | 15           |              |  |  |                        |               |               |               |               |  |  |            |            |            |            |            |
|  |          | Hu Zhilang             | 16       | 15       | 15       |  |  |              | Hu Zhilang             | 6            | 4            |              |  |  |                        |               |               |               |               |  |  |            |            |            |            |            |
|  |          | Kantharoopan Ponniah   | 18       | 7        | 6        |  |  |              |                        |              |              |              |  |  | Hermawan Susanto       | 15            | 15            |               |               |  |  |            |            |            |            |            |
|  |          | Ardy Wiranata          | 18       | 15       |          |  |  |              |                        |              |              |              |  |  | Ardy Wiranata          | 12            | 7             |               |               |  |  |            |            |            |            |            |
|  |          | Darren Hall            | 15       | 7        |          |  |  |              | Ardy Wiranata          | 10           | 15           | 18           |  |  |                        |               |               |               |               |  |  |            |            |            |            |            |
|  |          | Henrik Sørensen        | 15       | 15       |          |  |  |              | Henrik Sørensen        | 15           | 2            | 15           |  |  |                        |               |               |               |               |  |  |            |            |            |            |            |
|  |          | Pedro Vanneste         | 7        | 5        |          |  |  |              |                        |              |              |              |  |  |                        |               |               |               |               |  |  |            |            |            |            |            |

### Sektion 2
|  | 2. Runde | 2. Runde         | 2. Runde | 2. Runde | 2. Runde |  |  | Achtelfinale | Achtelfinale     | Achtelfinale | Achtelfinale | Achtelfinale |  |  | Viertelfinale    | Viertelfinale | Viertelfinale | Viertelfinale | Viertelfinale |  |  | Halbfinale | Halbfinale | Halbfinale | Halbfinale | Halbfinale |
|  |          |                  |          |          |          |  |  |              |                  |              |              |              |  |  |                  |               |               |               |               |  |  |            |            |            |            |            |
|  |          | Heryanto Arbi    | 15       | 15       |          |  |  |              |                  |              |              |              |  |  |                  |               |               |               |               |  |  |            |            |            |            |            |
|  |          | Thomas Wapp      | 7        | 4        |          |  |  |              | Heryanto Arbi    | 15           | 18           |              |  |  |                  |               |               |               |               |  |  |            |            |            |            |            |
|  |          | Peter Rasmussen  | 17       | 15       |          |  |  |              | Peter Rasmussen  | 7            | 15           |              |  |  |                  |               |               |               |               |  |  |            |            |            |            |            |
|  |          | Lee Kwang-jin    | 14       | 11       |          |  |  |              |                  |              |              |              |  |  | Heryanto Arbi    | 15            | 15            |               |               |  |  |            |            |            |            |            |
|  |          | Søren B. Nielsen | 12       | 15       | 15       |  |  |              |                  |              |              |              |  |  | Søren B. Nielsen | 3             | 6             |               |               |  |  |            |            |            |            |            |
|  |          | Marleve Mainaky  | 15       | 12       | 7        |  |  |              | Søren B. Nielsen | 9            | 15           | 15           |  |  |                  |               |               |               |               |  |  |            |            |            |            |            |
|  |          | Jeroen van Dijk  | 15       | 10       | 15       |  |  |              | Jeroen van Dijk  | 15           | 11           | 5            |  |  |                  |               |               |               |               |  |  |            |            |            |            |            |
|  |          | Anders Nielsen   | 7        | 15       | 9        |  |  |              |                  |              |              |              |  |  | Heryanto Arbi    | 17            | 15            |               |               |  |  |            |            |            |            |            |
|  |          | Lo Ah Heng       | 15       | 15       |          |  |  |              |                  |              |              |              |  |  | Lo Ah Heng       | 15            | 0             |               |               |  |  |            |            |            |            |            |
|  |          | Peter Janum      | 6        | 1        |          |  |  |              | Lo Ah Heng       | 15           | 15           |              |  |  |                  |               |               |               |               |  |  |            |            |            |            |            |
|  |          | Yong Hock Kin    | 7        | 15       | 15       |  |  |              | Yong Hock Kin    | 7            | 7            |              |  |  |                  |               |               |               |               |  |  |            |            |            |            |            |
|  |          | Thomas Johansson | 15       | 11       | 11       |  |  |              |                  |              |              |              |  |  | Lo Ah Heng       | 18            | 15            |               |               |  |  |            |            |            |            |            |
|  |          | Andrei Antropow  | 15       | 15       |          |  |  |              |                  |              |              |              |  |  | Andrei Antropow  | 17            | 10            |               |               |  |  |            |            |            |            |            |
|  |          | Rashid Sidek     | 13       | 11       |          |  |  |              | Andrei Antropow  | 12           | 17           | 15           |  |  |                  |               |               |               |               |  |  |            |            |            |            |            |
|  |          | Park Sung-woo    | 15       | 15       |          |  |  |              | Park Sung-woo    | 15           | 14           | 6            |  |  |                  |               |               |               |               |  |  |            |            |            |            |            |
|  |          | Joko Suprianto   | 11       | 4        |          |  |  |              |                  |              |              |              |  |  |                  |               |               |               |               |  |  |            |            |            |            |            |

## Dameneinzel

### Qualifikation 1. Runde
- Sandrine Lefèvre –  Petra Schrott: 11-7 / 11-6
- Sarah Jonsson –  Ella Tripp: 11-5 / 11-3
- Kelly Morgan –  Hiroko Nagamine: 12-9 / 11-8
- Rebecca Pantaney –  Sandra Watt: 11-4 / 11-8
- Gail Emms –  Maria Luisa Mur: 11-1 / 12-9
- Sandra Dimbour –  Satomi Igawa: 11-8 / 11-2
- Noriko Hori –  Monica Memoli: 11-2 / 11-5
- Angel Goodall –  Maria Grazia Italiano: 11-4 / 11-1
- Charmaine Reid –  Laura Woodley: 11-7 / 11-1
- Elena Sukhareva –  Brenda Conijn: 5-11 / 12-11 / 11-6
- Rie Ichihashi –  Vanya Kandavanam: 11-5 / 5-11 / 11-6

### Qualifikation 2. Runde
- Sandrine Lefèvre –  Kirsteen McEwan: 11-8 / 11-4
- Kelly Morgan –  Sarah Jonsson: 11-2 / 11-5
- Naoko Miyake –  Rebecca Pantaney: 11-0 / 7-11 / 11-8
- Sandra Dimbour –  Gail Emms: 11-2 / 11-7
- Noriko Hori –  Ruth Gardner: 11-8 / 11-0
- Yukiko Kataito –  Angel Goodall: 11-3 / 11-8
- Beate Dejaco –  Rie Ichihashi: 12-10 / 12-11

### 1. Runde
- Elena Sukhareva –  Tanya Woodward: 7-11 / 11-5 / 11-8
- Yao Yan –  Astrid Crabo: 11-7 / 11-6
- Elena Rybkina –  Anne Søndergaard: 1-11 / 11-8 / 11-7
- Tanja Berg –  Tracey Hallam: 11-2 / 11-8
- Lee Joo Hyun –  Justine Willmott: 11-5 / 11-0
- Zhang Ning –  Ika Heny: 11-7 / 11-7
- Mette Sørensen –  Monique Hoogland: 11-6 / 11-8
- Irina Yakusheva –  Emma Constable: 11-3 / 11-7
- Margit Borg –  Marina Yakusheva: 12-10 / 12-9
- Yuliani Santosa –  Anne Gibson: 11-2 / 11-2
- Jihyun Marr –  Yoshiko Ohta: 12-10 / 11-0
- Carolien Glebbeek –  Charmaine Reid: 11-2 / 11-2
- Takako Ida –  Sandra Dimbour: 11-2 / 11-1
- Christine Magnusson –  Michelle Rasmussen: 11-5 / 11-4
- Zarinah Abdullah –  Yukiko Kataito: 11-2 / 11-6
- Wang Chen –  Saori Itoh: 11-1 / 11-8

### Sektion 1
|  | 2. Runde | 2. Runde          | 2. Runde | 2. Runde | 2. Runde |  |  | Achtelfinale | Achtelfinale    | Achtelfinale | Achtelfinale | Achtelfinale |  |  | Viertelfinale | Viertelfinale | Viertelfinale | Viertelfinale | Viertelfinale |  |  | Halbfinale | Halbfinale | Halbfinale | Halbfinale | Halbfinale |
|  |          |                   |          |          |          |  |  |              |                 |              |              |              |  |  |               |               |               |               |               |  |  |            |            |            |            |            |
|  |          | Lim Xiaoqing      | 11       | 12       |          |  |  |              |                 |              |              |              |  |  |               |               |               |               |               |  |  |            |            |            |            |            |
|  |          | Joanne Muggeridge | 6        | 10       |          |  |  |              | Lim Xiaoqing    | 7            | 11           | 11           |  |  |               |               |               |               |               |  |  |            |            |            |            |            |
|  |          | Zhang Ning        | 11       | 11       |          |  |  |              | Zhang Ning      | 11           | 3            | 2            |  |  |               |               |               |               |               |  |  |            |            |            |            |            |
|  |          | Lee Joo Hyun      | 7        | 3        |          |  |  |              |                 |              |              |              |  |  | Lim Xiaoqing  | 11            | 11            |               |               |  |  |            |            |            |            |            |
|  |          | Han Jingna        | 11       | 11       |          |  |  |              |                 |              |              |              |  |  | Han Jingna    | 0             | 8             |               |               |  |  |            |            |            |            |            |
|  |          | Yuni Kartika      | 9        | 7        |          |  |  |              | Han Jingna      | 11           | 11           |              |  |  |               |               |               |               |               |  |  |            |            |            |            |            |
|  |          | Irina Yakusheva   | 12       | 2        | 11       |  |  |              | Irina Yakusheva | 6            | 1            |              |  |  |               |               |               |               |               |  |  |            |            |            |            |            |
|  |          | Mette Sørensen    | 11       | 11       | 6        |  |  |              |                 |              |              |              |  |  | Lim Xiaoqing  | 12            | 11            |               |               |  |  |            |            |            |            |            |
|  |          | Susi Susanti      | 11       | 11       |          |  |  |              |                 |              |              |              |  |  | Susi Susanti  | 11            | 7             |               |               |  |  |            |            |            |            |            |
|  |          | Gillian Martin    | 4        | 1        |          |  |  |              | Susi Susanti    | 8            | 11           | 11           |  |  |               |               |               |               |               |  |  |            |            |            |            |            |
|  |          | Yao Yan           | 11       | 11       |          |  |  |              | Yao Yan         | 11           | 6            | 7            |  |  |               |               |               |               |               |  |  |            |            |            |            |            |
|  |          | Elena Sukhareva   | 2        | 2        |          |  |  |              |                 |              |              |              |  |  | Susi Susanti  | 11            | 11            |               |               |  |  |            |            |            |            |            |
|  |          | Ra Kyung-min      | 11       | 11       |          |  |  |              |                 |              |              |              |  |  | Ra Kyung-min  | 3             | 0             |               |               |  |  |            |            |            |            |            |
|  |          | Kelly Morgan      | 1        | 1        |          |  |  |              | Ra Kyung-min    | 11           | 11           |              |  |  |               |               |               |               |               |  |  |            |            |            |            |            |
|  |          | Elena Rybkina     | 11       | 11       |          |  |  |              | Elena Rybkina   | 8            | 7            |              |  |  |               |               |               |               |               |  |  |            |            |            |            |            |
|  |          | Tanja Berg        | 0        | 8        |          |  |  |              |                 |              |              |              |  |  |               |               |               |               |               |  |  |            |            |            |            |            |

### Sektion 2
|  | 2. Runde | 2. Runde            | 2. Runde | 2. Runde | 2. Runde |  |  | Achtelfinale | Achtelfinale    | Achtelfinale | Achtelfinale | Achtelfinale |  |  | Viertelfinale  | Viertelfinale | Viertelfinale | Viertelfinale | Viertelfinale |  |  | Halbfinale | Halbfinale | Halbfinale | Halbfinale | Halbfinale |
|  |          |                     |          |          |          |  |  |              |                 |              |              |              |  |  |                |               |               |               |               |  |  |            |            |            |            |            |
|  |          | Camilla Martin      | 11       | 11       |          |  |  |              |                 |              |              |              |  |  |                |               |               |               |               |  |  |            |            |            |            |            |
|  |          | Masako Sakamoto     | 5        | 2        |          |  |  |              | Camilla Martin  | 11           | 11           |              |  |  |                |               |               |               |               |  |  |            |            |            |            |            |
|  |          | Yuliani Santosa     | 11       | 9        | 11       |  |  |              | Yuliani Santosa | 7            | 8            |              |  |  |                |               |               |               |               |  |  |            |            |            |            |            |
|  |          | Margit Borg         | 4        | 12       | 5        |  |  |              |                 |              |              |              |  |  | Camilla Martin | 11            | 11            |               |               |  |  |            |            |            |            |            |
|  |          | Kim Ji-hyun         | 11       | 11       |          |  |  |              |                 |              |              |              |  |  | Kim Ji-hyun    | 8             | 6             |               |               |  |  |            |            |            |            |            |
|  |          | Carolien Glebbeek   | 1        | 2        |          |  |  |              | Kim Ji-hyun     | 11           | 7            | 11           |  |  |                |               |               |               |               |  |  |            |            |            |            |            |
|  |          | Ye Zhaoying         | 11       | 11       |          |  |  |              | Ye Zhaoying     | 8            | 11           | 6            |  |  |                |               |               |               |               |  |  |            |            |            |            |            |
|  |          | Mette Pedersen      | 3        | 2        |          |  |  |              |                 |              |              |              |  |  | Camilla Martin | 11            | 12            |               |               |  |  |            |            |            |            |            |
|  |          | Mia Audina          | 11       | 11       |          |  |  |              |                 |              |              |              |  |  | Mia Audina     | 6             | 10            |               |               |  |  |            |            |            |            |            |
|  |          | Julia Man           | 1        | 4        |          |  |  |              | Mia Audina      | 10           | 11           | 11           |  |  |                |               |               |               |               |  |  |            |            |            |            |            |
|  |          | Takako Ida          | 12       | 11       |          |  |  |              | Takako Ida      | 12           | 8            | 4            |  |  |                |               |               |               |               |  |  |            |            |            |            |            |
|  |          | Christine Magnusson | 11       | 9        |          |  |  |              |                 |              |              |              |  |  | Mia Audina     | 10            | 12            | 12            |               |  |  |            |            |            |            |            |
|  |          | Wang Chen           | 12       | 11       |          |  |  |              |                 |              |              |              |  |  | Wang Chen      | 12            | 11            | 10            |               |  |  |            |            |            |            |            |
|  |          | Zarinah Abdullah    | 11       | 4        |          |  |  |              | Wang Chen       | 11           | 11           |              |  |  |                |               |               |               |               |  |  |            |            |            |            |            |
|  |          | Lotte Thomsen       | 11       | 11       |          |  |  |              | Lotte Thomsen   | 8            | 4            |              |  |  |                |               |               |               |               |  |  |            |            |            |            |            |
|  |          | Gitte Sommer        | 3        | 2        |          |  |  |              |                 |              |              |              |  |  |                |               |               |               |               |  |  |            |            |            |            |            |

## Herrendoppel

### Qualifikation 1. Runde
- Martin Andrew /  Stephen Richard Rew –  Awang Amran Kambar /  Michael Mee Yinn Nyau: 15-6 / 15-12
- Jonas Lissau-Jensen /  Morten Møller –  Christian Hinteregger /  Enrico La Rosa: 15-10 / 15-11
- Robert Nock /  Etienne Thobois –  John Dinesen /  Lars Uhre Petersen: 15-11 / 12-15 / 15-8
- Richard Doling /  Rodger Mistri –  Donal O’Halloran /  Mark Peard: 15-10 / 15-9

### Qualifikation 2. Runde
- Hiroki Mukai /  Hiroyuki Yamaguchi –  Jonas Lissau-Jensen /  Morten Møller: 15-2 / 15-10 / 15-13
- Robert Nock /  Etienne Thobois –  Jonathan Bishop /  Peter Jeffrey: 18-16 / 15-6
- Richard Doling /  Rodger Mistri –  Keita Masuda /  Tadashi Ohtsuka: 15-1 / 14-17 / 17-16

### 1. Runde
- Neil Cottrill /  John Quinn –  Bruce Flockhart /  Craig Robertson: 15-9 / 15-5
- Thomas Søgaard /  Henrik Sørensen –  Manuel Dubrulle /  Vincent Laigle: 15-5 / 17-16
- Jens Eriksen /  Christian Jakobsen –  Steve Bish /  Steve Isaac: 15-4 / 15-3
- Soo Beng Kiang /  Tan Kim Her –  Sergey Melnikov /  Vladislav Tikhomirov: 15-10 / 15-3
- Martin Andrew /  Stephen Richard Rew –  Detlef Poste /  Volker Renzelmann: 15-13 / 18-13
- Cheah Soon Kit /  Yap Kim Hock –  Liang Qing /  Liu Yong: 15-12 / 15-6
- Takaaki Hayashi /  Norio Imai –  Pang Cheh Chang /  Pei Wee Chung: 9-15 / 15-11 / 15-11
- James Anderson /  Ian Pearson –  Ha Tae-kwon /  Lee Dong-soo: 3-15 / 15-13 / 15-12
- Lars Pedersen /  Janek Roos –  Chew Choon Eng /  Rosman Razak: 15-7 / 15-13
- Peter Espersen /  Lars Paaske –  Thomas Hovgaard /  Brent Olynyk: 15-12 / 15-11
- Jürgen Koch /  Stephan Kuhl –  Richard Doling /  Rodger Mistri: 15-10 / 15-6
- Andrei Antropow /  Nikolai Sujew –  Thomas Damgaard /  Jim Laugesen: 15-6 / 15-11
- Lee Boosey /  Neil Waterman –  Tomokazu Umaki /  Thomas Wapp: 15-9 / 15-9
- Kang Kyung-jin /  Kim Dong-moon –  Peter Lehwald /  Jens Meibom: 15-10 / 15-8
- Nick Ponting /  Julian Robertson –  Jim van Bouwel /  Filip Vigneron: 15-6 / 18-14
- Michael Søgaard /  Henrik Svarrer –  Imay Hendra /  Claus Simonsen: 15-9 / 15-9

### 2. Runde
- Ricky Subagja /  Rexy Mainaky –  Ib Frederiksen /  John Laursen: 15-2 / 15-2
- Neil Cottrill /  John Quinn –  Thomas Søgaard /  Henrik Sørensen: 15-4 / 15-10
- Jan-Eric Antonsson /  Peter Axelsson –  Joost Kool /  Tjitte Weistra: 15-4 / 15-5
- Soo Beng Kiang /  Tan Kim Her –  Jens Eriksen /  Christian Jakobsen: 10-15 / 15-11 / 15-12
- Jon Holst-Christensen /  Thomas Lund –  Anthony Bush /  Steffan Pandya: 15-0 / 15-9
- Cheah Soon Kit /  Yap Kim Hock –  Martin Andrew /  Stephen Richard Rew: 15-4 / 15-5
- Aras Razak /  Aman Santosa –  Morten Jacobsen /  Peter Janum: 15-7 / 15-6
- James Anderson /  Ian Pearson –  Takaaki Hayashi /  Norio Imai: 15-9 / 15-0
- Lars Pedersen /  Janek Roos –  Peter Espersen /  Lars Paaske: 15-4 / 15-6
- Simon Archer /  Chris Hunt –  Shinji Bito /  Fumihiko Machida: 15-4 / 15-7
- Andrei Antropow /  Nikolai Sujew –  Jürgen Koch /  Stephan Kuhl: 15-8 / 15-1
- S. Antonius Budi Ariantho /  Denny Kantono –  Allan Cottell /  Nathan Robertson: w.o.
- Kang Kyung-jin /  Kim Dong-moon –  Lee Boosey /  Neil Waterman: 15-5 / 15-1
- Yap Yee Guan /  Yap Yee Hup –  Graham Hurrell /  Kenton Jones: 15-5 / 15-3
- Michael Søgaard /  Henrik Svarrer –  Nick Ponting /  Julian Robertson: w.o.
- Rudy Gunawan /  Bambang Suprianto –  Ricardo Fernandes /  Fernando Silva: 15-3 / 15-8

### Achtelfinale
- Ricky Subagja /  Rexy Mainaky –  Neil Cottrill /  John Quinn: 15-2 / 15-3
- Soo Beng Kiang /  Tan Kim Her –  Jan-Eric Antonsson /  Peter Axelsson: 18-17 / 15-7
- Cheah Soon Kit /  Yap Kim Hock –  Jon Holst-Christensen /  Thomas Lund: 9-15 / 15-11 / 15-12
- Aras Razak /  Aman Santosa –  James Anderson /  Ian Pearson: 17-14 / 15-7
- Simon Archer /  Chris Hunt –  Lars Pedersen /  Janek Roos: 15-9 / 15-11
- S. Antonius Budi Ariantho /  Denny Kantono –  Andrei Antropow /  Nikolai Sujew: 15-9 / 15-5
- Yap Yee Guan /  Yap Yee Hup –  Kang Kyung-jin /  Kim Dong-moon: 15-9 / 15-10
- Rudy Gunawan /  Bambang Suprianto –  Michael Søgaard /  Henrik Svarrer: 15-6 / 15-5

### Viertelfinale
- Ricky Subagja /  Rexy Mainaky –  Soo Beng Kiang /  Tan Kim Her: 15-4 / 15-2
- Cheah Soon Kit /  Yap Kim Hock –  Aras Razak /  Aman Santosa: 15-7 / 18-14
- S. Antonius Budi Ariantho /  Denny Kantono –  Simon Archer /  Chris Hunt: 15-12 / 7-15 / 15-9
- Rudy Gunawan /  Bambang Suprianto –  Yap Yee Guan /  Yap Yee Hup: 15-9 / 15-2

### Halbfinale
- Ricky Subagja /  Rexy Mainaky –  Cheah Soon Kit /  Yap Kim Hock: 15-3 / 17-15
- S. Antonius Budi Ariantho /  Denny Kantono –  Rudy Gunawan /  Bambang Suprianto: 5-15 / 15-9 / 15-11

### Finale
- Ricky Subagja /  Rexy Mainaky –  S. Antonius Budi Ariantho /  Denny Kantono: 15-12 / 15-18 / 15-8

## Damendoppel

### Qualifikation 1. Runde
- Gillian Martin /  Sandra Watt –  Monica Memoli /  Maria Luisa Mur: 15-12 / 15-6
- Sarah Jonsson /  Sara Runesten-Petersen –  Naoko Miyake /  Hiroko Nagamine: 15-6 / 15-11
- Sandra Dimbour /  Kirsteen McEwan –  Beate Dejaco /  Maria Grazia Italiano: 15-3 / 15-5

### Qualifikation 2. Runde
- Noriko Hori /  Yukiko Kataito –  Vanya Kandavanam /  Charmaine Reid: 15-11 / 15-3
- Virginie Delvingt /  Sandrine Lefèvre –  Sarah Jonsson /  Sara Runesten-Petersen: 18-15 / 15-6

### 1. Runde
- Wang Chen /  Ye Zhaoying –  Elena Sukhareva /  Irina Yakusheva: 15-1 / 15-1
- Saori Itoh /  Haruko Matsuda –  Charlotte Madsen /  Karin Steffensen: 15-3 / 15-6
- Helene Kirkegaard /  Rikke Olsen –  Sarah Hardaker /  Joanne Muggeridge: 12-15 / 15-2 / 15-6
- Gitte Jansson /  Gitte Sommer –  Sandra Dimbour /  Kirsteen McEwan: 15-6 / 15-10
- Eliza Nathanael /  Zelin Resiana –  Anne Søndergaard /  Lotte Thomsen: 15-6 / 15-6
- Nichola Beck /  Joanne Davies –  Gillian Gowers /  Anne Mette Bille: 5-15 / 15-13 / 15-9
- Kim Mee-hyang /  Kim Shin-young –  Gail Emms /  Ella Tripp: 15-8 / 15-1
- Michelle Rasmussen /  Mette Sørensen –  Rie Ichihashi /  Satomi Igawa: 15-4 / 15-5
- Tomomi Matsuo /  Masako Sakamoto –  Karen Peatfield /  Justine Willmott: 15-8 / 15-7
- Ann Jørgensen /  Lotte Olsen –  Maria Bengtsson /  Margit Borg: 15-0 / 15-2
- Brenda Conijn /  Carolien Glebbeek –  Noriko Hori /  Yukiko Kataito: 17-14 / 15-10
- Julie Bradbury /  Joanne Goode –  Elena Rybkina /  Marina Yakusheva: 15-11 / 15-4
- Tanja Berg /  Mette Pedersen –  Emma Constable /  Tanya Woodward: 15-11 / 15-12
- Gil Young-ah /  Jang Hye-ock –  Qin Yiyuan /  He Tian Tang: 15-3 / 4-15 / 15-0
- Lorraine Cole /  Rebecca Pantaney –  Takako Ida /  Yoshiko Ohta: 15-8 / 15-7
- Lisbet Stuer-Lauridsen /  Marlene Thomsen –  Finarsih /  Lili Tampi: 15-6 / 11-15 / 15-11

### Achtelfinale
- Wang Chen /  Ye Zhaoying –  Saori Itoh /  Haruko Matsuda: 15-3 / 10-15 / 15-1
- Helene Kirkegaard /  Rikke Olsen –  Gitte Jansson /  Gitte Sommer: 15-5 / 15-2
- Eliza Nathanael /  Zelin Resiana –  Nichola Beck /  Joanne Davies: 15-2 / 15-6
- Kim Mee-hyang /  Kim Shin-young –  Michelle Rasmussen /  Mette Sørensen: 15-2 / 15-1
- Ann Jørgensen /  Lotte Olsen –  Tomomi Matsuo /  Masako Sakamoto: 15-9 / 15-5
- Julie Bradbury /  Joanne Goode –  Brenda Conijn /  Carolien Glebbeek: 15-3 / 15-0
- Gil Young-ah /  Jang Hye-ock –  Tanja Berg /  Mette Pedersen: 15-2 / 15-7
- Lisbet Stuer-Lauridsen /  Marlene Thomsen –  Lorraine Cole /  Rebecca Pantaney: 15-3 / 15-11

### Viertelfinale
- Helene Kirkegaard /  Rikke Olsen –  Wang Chen /  Ye Zhaoying: 15-9 / 15-12
- Eliza Nathanael /  Zelin Resiana –  Kim Mee-hyang /  Kim Shin-young: 10-15 / 15-2 / 15-9
- Julie Bradbury /  Joanne Goode –  Ann Jørgensen /  Lotte Olsen: 15-0 / 7-15 / 15-12
- Gil Young-ah /  Jang Hye-ock –  Lisbet Stuer-Lauridsen /  Marlene Thomsen: 15-13 / 15-9

### Halbfinale
- Eliza Nathanael /  Zelin Resiana –  Helene Kirkegaard /  Rikke Olsen: 15-10 / 15-12
- Gil Young-ah /  Jang Hye-ock –  Julie Bradbury /  Joanne Goode: 15-10 / 15-3

### Finale
- Gil Young-ah /  Jang Hye-ock –  Eliza Nathanael /  Zelin Resiana: 15-6 / 15-3

## Mixed

### 1. Runde
- Chen Xingdong /  Wang Xiaoyuan –  Steve Isaac /  Joanne Muggeridge: 15-8 / 15-2
- Ha Tae-kwon /  Kim Shin-young –  Jens Eriksen /  Anne Mette Bille: 15-8 / 15-8
- Kang Kyung-jin /  Jang Hye-ock –  James Anderson /  Emma Constable: 15-12 / 15-8
- Christian Jakobsen /  Lotte Olsen –  Peter Lehwald /  Sara Runesten-Petersen: 15-6 / 11-15 / 15-5
- Thomas Damgaard /  Helene Kirkegaard –  Nathan Robertson /  Gail Emms: 18-14 / 10-15 / 15-11
- Jürgen Koch /  Lorraine Cole –  Tadashi Ohtsuka /  Rie Ichihashi: 15-1 / 15-4
- Jim Laugesen /  Christine Magnusson –  John Quinn /  Sarah Hardaker: 15-9 / 11-15 / 15-4
- Lars Pedersen /  Karin Steffensen –  Ian Pearson /  Joanne Davies: 15-7 / 15-9

### 2. Runde
- Thomas Lund /  Marlene Thomsen –  Robert Nock /  Virginie Delvingt: 15-7 / 15-3
- Chen Xingdong /  Wang Xiaoyuan –  Henrik Svarrer /  Maria Bengtsson: 15-5 / 15-5
- Flandy Limpele /  Dede Hasanah –  Sergey Melnikov /  Irina Yakusheva: 15-2 / 15-6
- Ha Tae-kwon /  Kim Shin-young –  Chris Hunt /  Gillian Gowers: 15-4 / 15-8
- Jan-Eric Antonsson /  Astrid Crabo –  Janik Rees /  Charlotte Madsen: 15-13 / 15-4
- Kang Kyung-jin /  Jang Hye-ock –  Vladislav Tikhomirov /  Elena Sukhareva: 15-4 / 15-0
- Simon Archer /  Julie Bradbury –  Norio Imai /  Haruko Matsuda: 15-7 / 15-5
- Christian Jakobsen /  Lotte Olsen –  Brent Olynyk /  Charmaine Reid: 15-0 / 15-3
- Thomas Damgaard /  Helene Kirkegaard –  Stephan Kuhl /  Nichola Beck: 18-13 / 15-7
- Tri Kusharyanto /  Minarti Timur –  Gitte Jansson /  Lars Paaske: 15-5 / 15-8
- Michael Søgaard /  Ann Jørgensen –  Jürgen Koch /  Lorraine Cole: 15-7 / 15-1
- Nick Ponting /  Joanne Goode –  Lee Dong-soo /  Kim Mee-hyang: 15-5 / 15-7
- Jim Laugesen /  Christine Magnusson –  Steve Bish /  Ella Tripp: 15-6 / 15-5
- Jon Holst-Christensen /  Rikke Olsen –  Fumihiko Machida /  Tomomi Matsuo: 18-17 / 15-2
- Kim Dong-moon /  Gil Young-ah –  Lars Pedersen /  Karin Steffensen: 15-4 / 15-3
- Liang Qing /  He Tian Tang –  Nikolai Sujew /  Marina Yakusheva: 15-7 / 17-15

### Achtelfinale
- Thomas Lund /  Marlene Thomsen –  Chen Xingdong /  Wang Xiaoyuan: 15-10 / 15-7
- Ha Tae-kwon /  Kim Shin-young –  Flandy Limpele /  Dede Hasanah: 15-9 / 15-11
- Jan-Eric Antonsson /  Astrid Crabo –  Kang Kyung-jin /  Jang Hye-ock: 15-7 / 15-11
- Simon Archer /  Julie Bradbury –  Christian Jakobsen /  Lotte Olsen: 15-3 / 15-11
- Tri Kusharyanto /  Minarti Timur –  Thomas Damgaard /  Helene Kirkegaard: 15-9 / 15-1
- Nick Ponting /  Joanne Goode –  Michael Søgaard /  Ann Jørgensen: 15-4 / 15-12
- Jon Holst-Christensen /  Rikke Olsen –  Jim Laugesen /  Christine Magnusson: 15-8 / 15-3
- Kim Dong-moon /  Gil Young-ah –  Liang Qing /  He Tian Tang: 13-15 / 15-10 / 15-6

### Viertelfinale
- Thomas Lund /  Marlene Thomsen –  Ha Tae-kwon /  Kim Shin-young: 15-7 / 18-17
- Simon Archer /  Julie Bradbury –  Jan-Eric Antonsson /  Astrid Crabo: 15-9 / 7-15 / 15-12
- Tri Kusharyanto /  Minarti Timur –  Nick Ponting /  Joanne Goode: 6-15 / 15-7 / 15-4
- Jon Holst-Christensen /  Rikke Olsen –  Kim Dong-moon /  Gil Young-ah: 15-9 / 15-5

### Halbfinale
- Thomas Lund /  Marlene Thomsen –  Simon Archer /  Julie Bradbury: 18-14 / 15-4
- Jon Holst-Christensen /  Rikke Olsen –  Tri Kusharyanto /  Minarti Timur: 15-10 / 15-8

### Finale
- Thomas Lund /  Marlene Thomsen –  Jon Holst-Christensen /  Rikke Olsen: 15-7 / 15-7